# 요제프 티소
요제프 티소(슬로바키아어: Jozef Tiso [ˈjozef ˈtiso], 1887년 10월 13일 비트차 ~ 1947년 4월 18일 브라티슬라바)는 슬로바키아의 정치가로 슬로바키아 인민당을 이끌었으며 나치 독일의 위성 국가인 슬로바키아 공화국의 파시스트 지도자였다. 제2차 세계 대전 이후 티소는 나치 독일에 협력하고 반역을 한 혐의로 처형되었다.

## 유년기
요제프 티소는 오스트리아-헝가리 제국의 슬로바키아인 부모에게서 태어났다. 니트라의 주교인 임레 벤데는 티소에게 사제 공부를 할 기회를 주었으며, 1911년에 티소는 빈의 명문 파츠마네움 신학교(Pázmáneum)을 졸업하였다. 성직자가 된 그는 처음에 오늘날의 슬로바키아 땅에 있는 세 교구에서 보조 사제로 일하였다. 티소는 제1차 세계 대전 때 야전 부목사로 전선에서 잠시 복무하였으며, 벤데의 후임자인 빌모스 바티야니는 그를 니트라 신학교의 영적 지도자로 임명하였다. 당시 티소는 학교 교사와 언론인으로 활발하게 일하였다. 지역 신문에 낸 그의 기사들은 나중에 논란거리가 되었는데, 기사에서 헝가리의 전쟁 명문을 강하게 옹호하였기 때문이었다.
오스트리아-헝가리 제국이 무너지고 1918년에 체코슬로바키아가 건국되자 티소는 갑자기 정계에 뛰어들었으며, 사람들 앞에서 자신이 슬로바키아인이라고 자처하였다. 한 주가 지나기 전에 그는 슬로바키아 인민당에 입당하였다. 1921년에서 1923년까지 그는 니트라의 새 주교인 카롤 크메트코의 비서로 일하였다. 같은 시기에 정치 운동으로 티소는 두 가지 선동죄로 유죄 판결을 받았으며, 그 가운데 두 번째 일로 잠시 투옥되었다. 분노한 크메트코는 1923년에 그를 비서 자리에서 내쫓았으나 신학 교수 자리는 그대로 두었다. 1924년, 티소는 니트라를 떠나 Bánovce nad Bebravou의 교구 사제로, 나중에는 그곳 수석 사제가 되었다. 그가 이 교구에 했던 헌신은 전설적이며, 그는 수석 사제직을 맡은 가운데도 대단히 활동적인 사제였다.

## 정치적 출세
슬로바키아 인민당은 오스트리아-헝가리 제국이 슬로바키아를 통치하던 1913년에 안드레이 흘린카 신부가 창당한 정당으로, 티소는 슬로바키아 인민당 지도자 가운데 한 사람이 되었다. 양차 대전 사이에 인민당의 정강은 체코슬로바키아의 틀에서 슬로바키아의 자치를 요구하는 것이었다. 1925년 이후 슬로바키아 인민당은 슬로바키아의 최대 정당이 되었다. 슬로바키아에서는 명백한 슬로바키아 정당이 둘 있었는데, 슬로바키아 인민당 외에 다른 하나는 소수 민족을 대표하거나 또는 자신들을 체코슬로바키아인으로서 치부하였다. 티소는 1920년대 말에 곧 흘린카의 뒤를 이을 예정이었으나, 그는 1930년대에 카롤 시도르 등 당내 급진파와 함께 흘린카의 영향력에 맞섰다. 1938년에 흘린카가 죽자, 티소는 사실상 슬로바키아 인민당의 지도자가 되었다. 그러나 그는 당내 자신의 입지를 굳히고 1939년 가을에 확고하게 총재직에 올랐다.
티소는 1920년에 처음으로 의회 선거에 출마하였다. 그의 지역구에서 선거 결과가 좋았으나, 인민당에겐 실망스러운 선거였고 당에서는 그에게 의석을 내주지 않았다. 그러나 티소는 1925년 선거에서 쉽게 의석을 요구하였으며, 당 입장에서도 획기적인 승리로 끝났다. 1938년까지 그는 프라하의 체코슬로바키아 의회에서 활동하였다. 1927년에서 1929년까지 인민당을 체코슬로바키아 정권과 통합하려고 시도하였으나 실패하였으며, 체코슬로바키아의 보건체육교육부 장관을 지냈다.

## 집권
1938년 10월에 아돌프 히틀러의 독일은 주데텐란트(체코슬로바키아의 독일인 지역)를 병합하고, 체코슬로바키아 대통령 에드바르트 베네시는 국외로 도주하였다. 이로 인해 혼란이 벌어진 가운데 슬로바키아 사람들은 체코슬로바키아 역내에서 자치를 선언하였으며, 슬로바키아 인민당 당수 티소는 (1939년 3월 9일까지) 슬로바키아 자치령의 총리를 지냈다. 1918년에 슬로바키아를 통치하면서 이곳의 분리를 절대 받아들이지 않았던 헝가리는 이 상황을 이용하여 독일과 이탈리아를 설득해 슬로바키아에 헝가리 군대를 들이도록 강요하여 1938년 11월에 슬로바키아 영토의 1/3을 점령하였다.
이에 1938년 11월에 슬로바키아에 있는 체코와 슬로바키아의 모든 정당(공산주의자를 빼고)이 자발적으로 군대를 조직하여 "흘린카의 슬로바키아 인민당 - 슬로바키아 국민통합당"을 결성하였는데, 이 조직은 나중에 슬로바키아의 권위주의 정권이 들어서는 기반을 마련하였다. 1939년 1월에 슬로바키아 정부는 슬로바키아 국민통합당, '독일당'(Deutsche Partei, 슬로바키아 내 독일인 정당), '통합 헝가리당'(슬로바키아 내 헝가리인 정당) 외에 모든 정당 활동을 공식적으로 금지하였다.
1939년 2월부터, 독일 사절들(이들은 체코 일부 지역을 점령할 계획이었고, 기본적으로 슬로바키아에는 관심이 없었다.)이 공식적으로 슬로바키아의 정치인들을 설득하여 슬로바키아의 독립을 선언하도록 하였다. 1939년 3월 9일에 체코 군대가 슬로바키아를 점령하였고, 티소는 총리직을 잃었다. 1939년 3월 13일에 아돌프 히틀러는 인내심을 잃고 티소를 베를린으로 (전 총리로서) 초대하여 그가 즉시 독일의 '보호'하에 슬로바키아의 독립을 선언하도록 강요하였으며, 그렇지 않으면 독일이 헝가리로 하여금 (일부는 폴란드가) 슬로바키아의 나머지 영토를 병합하도록 두겠다고 말했다. 이런 상황에서 티소는 체코슬로바키아의 대통령 에밀 하하와 슬로바키아의 총리 카롤 시도르에게 전화를 걸었으며, 이들은 다음날 슬로바키아 의회를 소집하고 그렇게 결정하는 데 동의하였다. 3월 14일, 슬로바키아 의회는 만장일치로 슬로바키아의 독립을 선언하였으며, 다음날 독일은 계획대로 나머지 체코 영토를 침략하였다.
티소는 1939년 3월 14일부터 그해 10월 26일까지 슬로바키아 독립국의 총리로 재직하였다. 10월 26일에 그는 (총리실에서 분리된) 슬로바키아의 대통령직에 올랐다. 1939년 10월 1일에 그는 공식적으로 슬로바키아 인민당 의장이 되었다.

## 집권과 몰락
슬로바키아의 "독립"은 슬로바키아가 독일의 괴뢰국이었다는 점에서 대체로 거짓된 것이었다. 슬로바키아 인민당은 슬로바키아에서 거의 유일하게 적법한 정치 조직이었다. 티소의 지도하에 있던 인민당은 나치의 정책에 발맞추어 슬로바키아에서도 반유대주의 입법을 도입하였다. 이는 어려운 일이 아니었는데, 당초 흘린카의 "슬로바키아인을 위한 슬로바키아" 정책 덕분으로, 티소도 이 정책을 강하게 신봉하였다. 그 주요 법령을 소위 '유대인법'이라고 한다. 반유대주의적 유대인법 때문에 슬로바키아의 유대인은 부동산, 사치품을 소유할 수도 없었고, 공직이나 민간 업종에서도 배제되었으며, 스포츠 및 문화 행사에도 참여할 수 없었고, 중등학교와 대학교에도 갈 수 없으며, 사람들 앞에서 다윗의 별이 그려진 옷을 입어야 했다. 당시 중부 유럽의 여러 사람들처럼 티소 자신도 뚜렷한 반유대주의적 시각을 가지고 있었다. 슬로바키아에서 유대인을 추방하는 데 그가 어떤 역할을 했는지를 놓고는 의견이 갈리지만, 그가 나치 노선을 상당히 지지하였음은 유명하다.
1945년 4월에 소비에트 연방군이 서부 슬로바키아의 마지막 지역을 점령하면서 티소는 권력을 잃었다. 그는 "내란죄, 나치와 협력하여 슬로바키아 국민 봉기를 진압한 죄"로 유죄 판결을 받았다. 1947년 4월 15일, 인민 법정에서 그는 사형이 선고되었다.